# Lisa Ekdahl
Lisa Ekdahl, (Stockholm, 29. lipnja 1971.), švedska je pjevačica i tekstopisac.

## Životopis
Ekdahl odrasta u Mariefredu, Södermanlands län, s dvije sestre i roditeljima koji su po zanimanju profesor fizike i predškolski učitelj. Tijekom srednjoškolskog obrazovanja pohađala je glazbenu liniju u Södertäljeu. S 18 godina seli u Stockholm gdje 1990. počinje pjevati u jazz sastavu Petera Nordhalsa a poslije sudjeluje pri snimanju albumu Tonia Holgerssona. Poslije toga potpisuje ugovor s EMIjem i njen album prvijenac Lisa Ekdahl izlazi 1994. na kojem je bila hit pjesma  "Vem vet". Album doživljava komercijalni uspjeh i nagrađen je sa švedskim glazbenim nagradama: tri Grammija i jedan Rockbjörn. Glazbeni stilovi koje Ekdahl njeguje su pop i jazz a pjeva na švedskom i engleskom jeziku. Svoj pjevački stil izgradila je kombinirajući švedske narodne pjesme i latino-jazz.
Živi u Södermalmu u Stockholmu sa svojim sinom rođenim 1994. iz veze s blues pjevačem Billom Öhrströmom.
Dobra je prijateljica s Larsom Winnerbäckom koji je producirao njena dva albuma Olyckssyster i Pärlor av glas. S njim je pjevala i na nekoliko njegovih pjesama. Na koncertu u Linköpingu 2003. godine na kojem je snimljen koncertni album "Live i Linköping" pjevala je s Winnerbäckom na dvije pjesme.
Lisa Ekdahl živjela je u New Yorku i odlučila je izdati prvi album poslije devet godina ali na engleskom. Seli natrag za Švedsku i tamo izdaje album "Give Me That Slow Knowing Smile" na kojem je bilo devet pjesama koje je sama napisala. Album izdaje Sony Music 8. travnja 2009. prvo u Švedskoj a zatim u još 14 država. Poslije toga slijedi europska turneja u proljeće i ljeto iste godine.
Sedam pjesama na albumu producirao je Mathias Blomdahl a dvije Tobias Fröberg. Na albumu se pojavljuje i nekoliko drugih pjevača između ostalih: Ane Brun, Teitur, Vanna Rosenberg i Keren Ann.

## Diskografija

### Studijski albumi
- 1994. Lisa Ekdahl
- 1995. When Did You Leave Heaven
- 1996. Med kroppen mot jorden
- 1997. Bortom det blå
- 1997. Back to Earth
- 2000. Lisa Ekdahl Sings Salvadore Poe
- 2002. Heaven, Earth and Beyond
- 2003. En samling sånger
- 2004. Olyckssyster
- 2006. Pärlor av glas
- 2009. Give Me That Slow Knowing Smile

### Koncertni albumi
- 2011. – Lisa Ekdahl at the Olympia, Paris

### Kompilacije
- 2006. Det bästa med Lisa Ekdahl & Peter Nordahl Trio

## Vanjske poveznice
- Službena stranica